# 吉米·史奴卡

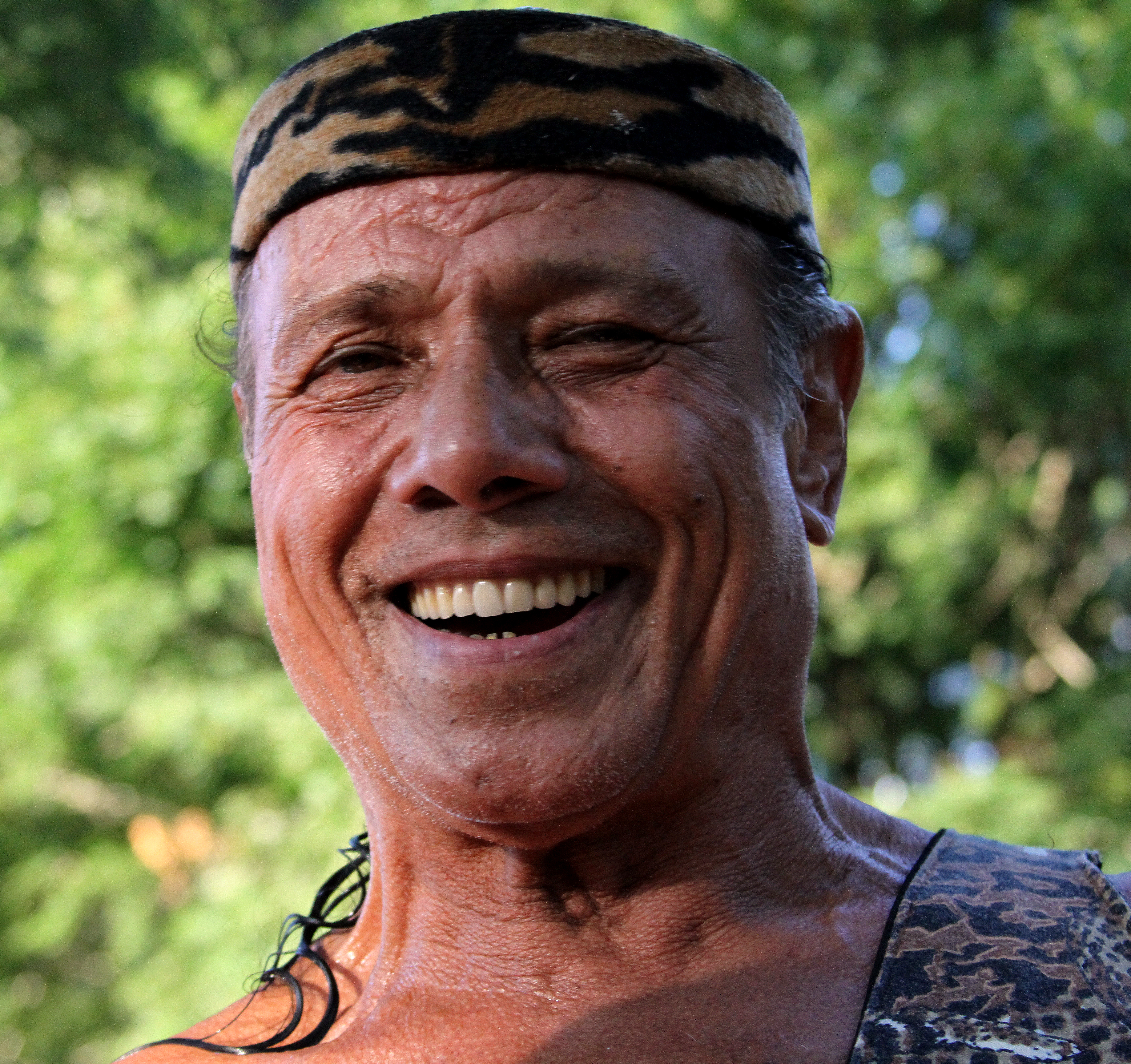
吉米·史奴卡

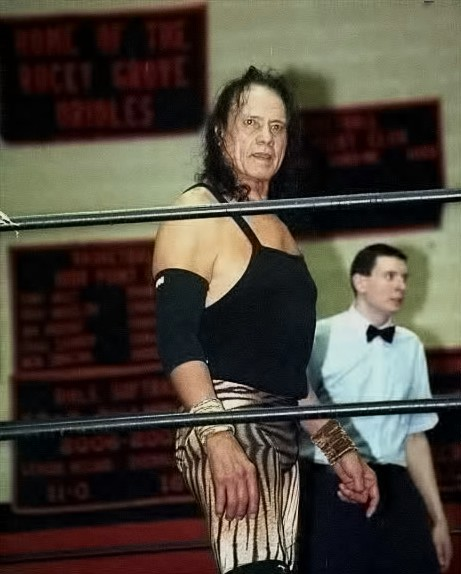
吉米·史奴卡

吉米·史奴卡（英語：Jimmy Snuka，1943年5月18日—2017年1月15日），本名詹姆斯·威廉·瑞荷（英語：James William Reiher），是世界摔角娛樂（WWE）旗下退休職業摔角選手及演員。目前吉米·史奴卡與世界摔角娛樂簽了的傳奇計畫合約。吉米·史奴卡一開始是1970年代到1980年代在斐濟從事摔角活動。吉米·史奴卡是首屆的ECW世界重量級冠軍，並持有過兩次。吉米·史奴卡最出名的時間，是他在1980年代中期的世界摔角聯盟，而這也是歸功於世界摔角聯盟的高宣傳風格。吉米·史奴卡的孩子，是前世界摔角娛樂巨星小吉米·瑞荷及現役世界摔角娛樂女子選手塔米娜·史奴卡。

## 摔角相關

### 進場樂
- "The Superfly Theme" - Jimmy Hart and JJ Maguire （於世界摔角聯盟進場時使用）
- "Supa Fly" - Dale Oliver （於永不停止摔角進場時使用）

## 冠軍及成就

### 東海岸職業摔角
- ECPW重量級冠軍（1次）

### 國際摔角巨星
- IWS美國冠軍（1次）

### 中大西洋冠軍摔角（英语：Mid-Atlantic Championship Wrestling）
- NWA美國重量級冠軍（1次）
- WCW世界雙打冠軍（2次）

### 國家冠軍摔角
- NCW雙打冠軍（1次）

### 國家摔角聯會
- NWF重量級冠軍（1次，末代冠軍）

### 東北摔角
- NEW重量級冠軍（1次）

### 美國職業摔角
- USA職業重量級冠軍（1次）

### 極限冠軍摔角
- ECW世界重量級冠軍（2次）

### 世界摔角娛樂
- 世界摔角娛樂名人堂（1996年）

## 外部連結
- 吉米·史奴卡官方網站
- 吉米·史奴卡於世界摔角娛樂名人堂（页面存档备份，存于）
- 吉米·史奴卡於網路摔角世界（页面存档备份，存于）
- 吉米·史奴卡專訪 （页面存档备份，存于）